# Campionati del mondo di corsa campestre 1991
Il XIX Campionato mondiale di corsa campestre si è disputato ad Anversa, in Belgio, il 24 marzo 1991 al Linkeroever. Vi hanno preso parte 633 atleti in rappresentanza di 51 nazioni. Il titolo maschile è stato vinto da Khalid Skah mentre quello femminile da Lynn Jennings.

## Nazioni partecipanti
Qui sotto sono elencate le nazioni che hanno partecipato a questi campionati (tra parentesi il numero degli atleti per ciascuna nazione):
- Algeria (6)
- Angola (1)
- Argentina (7)
- Aruba (2)
- Australia (25)
- Belgio (27)
- Botswana (3)
- Brasile (16)
- Burundi (1)
- Canada (26)
- Cecoslovacchia (14)
- Cile (1)
- Colombia (5)
- Danimarca (3)
- Ecuador (6)
- Repubblica Popolare Democratica d'Etiopia (28)
- Francia (27)

- Germania (14)
- Giamaica (4)
- Giappone (22)
- Gibilterra (6)
- Gran Bretagna (28)
- Guam (4)
- India (19)
- Iran (3)
- Irlanda (18)
- Isole Vergini Americane (2)
- Italia (27)
- Kenya (27)
- Madagascar (1)
- Marocco (19)
- Mauritius (13)
- Messico (15)
- Namibia (1)

- Nuova Zelanda (19)
- Norvegia (7)
- Paesi Bassi (19)
- Polonia (7)
- Portogallo (17)
- Romania (12)
- Ruanda (2)
- Spagna (27)
- Stati Uniti (27)
- Svezia (6)
- Svizzera (16)
- Taipei cinese (4)
- Tanzania (6)
- Ungheria (5)
- Unione Sovietica (20)
- Zambia (11)
- Zimbabwe (7)

## Risultati
I risultati del campionato sono stati:

### Individuale (uomini seniores)
| Pos. | Atleta            | Nazione                                   | Tempo (m's") |
| ---- | ----------------- | ----------------------------------------- | ------------ |
|      | Khalid Skah       | Marocco                                   | 33'53"       |
|      | Moses Tanui       | Kenya                                     | 33'54"       |
|      | Simon Karori      | Kenya                                     | 33'54"       |
| 4    | Richard Chelimo   | Kenya                                     | 33'57"       |
| 5    | Ondoro Osoro      | Kenya                                     | 33'57"       |
| 6    | Stephenson Nyamau | Kenya                                     | 34'01"       |
| 7    | Chala Kelele      | Repubblica Popolare Democratica d'Etiopia | 34'06"       |
| 8    | Ezequiel Bitok    | Kenya                                     | 34'19"       |
| 9    | Addis Abebe       | Repubblica Popolare Democratica d'Etiopia | 34'24"       |
| 10   | Hammou Boutayeb   | Marocco                                   | 34'28"       |
| 11   | Boniface Merande  | Kenya                                     | 34'31"       |
| 12   | William Mutwol    | Kenya                                     | 34'32"       |

### Squadre (uomini seniores)
| Moses Tanui       | 2     |
| Simon Karori      | 3     |
| Richard Chelimo   | 4     |
| Stephenson Nyamau | 6     |
| Boniface Merande  | 11    |
| William Mutwol    | 12    |
| (William Koech)   | (24)  |
| (Andrew Masai)    | (34)  |
| (John Ngugi)      | (DNF) |

| Chala Kelele        | 7    |
| Addis Abebe         | 9    |
| Melese Feissa       | 13   |
| Tekeye Gebrselassie | 22   |
| Bedile Kibret       | 23   |
| Habte Negash        | 30   |
| (Nigousse Urge)     | (80) |
| (Feyissa Abebe)     | (91) |

| Alejandro Gómez        | 14    |
| Martín Fiz             | 20    |
| José Carlos Adán       | 25    |
| José Manuel García     | 31    |
| Antonio Serrano        | 37    |
| Abel Antón             | 71    |
| (Antonio Prieto)       | (98)  |
| (Constantino Esparcia) | (119) |
| (Juan Carlos Paul)     | (163) |

- Nota: gli atleti tra parentesi non hanno concorso al punteggio totale della squadra

### Individuale (uomini under 20)
| Pos. | Atleta             | Nazione                                   | Tempo (m's") |
| ---- | ------------------ | ----------------------------------------- | ------------ |
|      | Andrew Sambu       | Tanzania                                  | 23'59"       |
|      | Mumo Muindi        | Kenya                                     | 24'04"       |
|      | Fita Bayissa       | Repubblica Popolare Democratica d'Etiopia | 24'04"       |
| 4    | Joseph Kibor       | Kenya                                     | 24'09"       |
| 5    | Fekadu Degefu      | Repubblica Popolare Democratica d'Etiopia | 24'12"       |
| 6    | Josephat Kiprono   | Kenya                                     | 24'17"       |
| 7    | Ismael Kirui       | Kenya                                     | 24'19"       |
| 8    | Haile Gebrselassie | Repubblica Popolare Democratica d'Etiopia | 24'23"       |
| 9    | Mark Kipsang Too   | Kenya                                     | 24'23"       |
| 10   | Desta Asgedom      | Repubblica Popolare Democratica d'Etiopia | 24'29"       |
| 11   | Abraham Assefa     | Repubblica Popolare Democratica d'Etiopia | 24'29"       |
| 12   | Francis Metta      | Tanzania                                  | 25'07"       |

### Squadre (uomini under 20)
| Mumo Muindi        | 2   |
| Joseph Kibor       | 4   |
| Josephat Kiprono   | 6   |
| Ismael Kirui       | 7   |
| (Mark Kipsang Too) | (9) |

| Fita Bayissa       | 3     |
| Fekadu Degefu      | 5     |
| Haile Gebrselassie | 8     |
| Desta Asgedom      | 10    |
| (Abraham Assefa)   | (11)  |
| (Ayele Mezegebu)   | (13)  |
| (Bedaso Turbe)     | (DNF) |

| Andrew Sambu  | 1  |
| Francis Metta | 12 |
| Onesmo Ludago | 18 |
| Juma Ninga    | 23 |

- Nota: gli atleti tra parentesi non hanno concorso al punteggio totale della squadra

### Individuale (donne seniores)
| Pos. | Atleta                | Nazione                                   | Tempo (m's") |
| ---- | --------------------- | ----------------------------------------- | ------------ |
|      | Lynn Jennings         | Stati Uniti                               | 20'24"       |
|      | Derartu Tulu          | Repubblica Popolare Democratica d'Etiopia | 20'27"       |
|      | Liz McColgan          | Gran Bretagna                             | 20'28"       |
| 4    | Luchia Yeshak         | Repubblica Popolare Democratica d'Etiopia | 20'29"       |
| 5    | Jane Ngotho           | Kenya                                     | 20'30"       |
| 6    | Albertina Dias        | Portogallo                                | 20'40"       |
| 7    | Susan Sirma           | Kenya                                     | 20'46"       |
| 8    | Yelena Romanova       | Unione Sovietica                          | 20'50"       |
| 9    | Margaret Ngotho       | Kenya                                     | 20'55"       |
| 10   | Marcianne Mukamurenzi | Ruanda                                    | 20'57"       |
| 11   | Natalya Sorokivskaya  | Unione Sovietica                          | 20'57"       |
| 12   | Fatuma Roba           | Repubblica Popolare Democratica d'Etiopia | 21'01"       |

### Squadre (donne seniores)
| Jane Ngotho        | 5    |
| Susan Sirma        | 7    |
| Margaret Ngotho    | 9    |
| Pauline Konga      | 15   |
| (Hellen Chepngeno) | (46) |

| Derartu Tulu    | 2    |
| Luchia Yeshak   | 4    |
| Fatuma Roba     | 12   |
| Merima Denboba  | 18   |
| (Tigist Moreda) | (20) |
| (Berhane Adere) | (34) |

| Yelena Romanova      | 8    |
| Natalya Sorokivskaya | 11   |
| Nadezhda Galyamova   | 13   |
| Marina Rodchenkova   | 16   |
| (Olga Nazarkina)     | (23) |
| (Nadezhda Ilyina)    | (24) |

- Nota: gli atleti tra parentesi non hanno concorso al punteggio totale della squadra

### Individuale (donne under 20)
| Pos. | Atleta           | Nazione                                   | Tempo (m's") |
| ---- | ---------------- | ----------------------------------------- | ------------ |
|      | Lydia Cheromei   | Kenya                                     | 13'59"       |
|      | Jane Ekimat      | Kenya                                     | 14'20"       |
|      | Melody Fairchild | Stati Uniti                               | 14'28"       |
| 4    | Azumi Miyazaki   | Giappone                                  | 14'30"       |
| 5    | Gete Wami        | Repubblica Popolare Democratica d'Etiopia | 14'33"       |
| 6    | Catherine Kirui  | Kenya                                     | 14'34"       |
| 7    | Hayley Haining   | Gran Bretagna                             | 14'36"       |
| 8    | Minori Hayakari  | Giappone                                  | 14'42"       |
| 9    | Lina Chesire     | Kenya                                     | 14'43"       |
| 10   | Emebet Shiferaw  | Repubblica Popolare Democratica d'Etiopia | 14'45"       |
| 11   | Egigayehu Worku  | Repubblica Popolare Democratica d'Etiopia | 14'46"       |
| 12   | Akiko Kato       | Giappone                                  | 14'47"       |

### Squadre (donne under 20)
| Lydia Cheromei  | 1    |
| Jane Ekimat     | 2    |
| Catherine Kirui | 6    |
| Lina Chesire    | 9    |
| (Ann Mwangi)    | (34) |

| Gete Wami            | 5     |
| Emebet Shiferaw      | 10    |
| Egigayehu Worku      | 11    |
| Muluwork Kassa       | 14    |
| (Kore Alemu)         | (16)  |
| (Genet Gebregiorgis) | (28)  |
| (Alemitu Bekele)     | (DNF) |

| Azumi Miyazaki  | 4    |
| Minori Hayakari | 8    |
| Akiko Kato      | 12   |
| Natsue Koikawa  | 19   |
| (Shiho Okayama) | (20) |
| (Hozumi Otani)  | (41) |

- Nota: gli atleti tra parentesi non hanno concorso al punteggio totale della squadra

## Medagliere
Legenda
     Paese ospitante
| Posizione | Paese                                     | Oro | Argento | Bronzo | Totale |
| --------- | ----------------------------------------- | --- | ------- | ------ | ------ |
| 1         | Kenya                                     | 5   | 3       | 1      | 9      |
| 2         | Tanzania                                  | 1   | 0       | 1      | 2      |
| 2         | Stati Uniti                               | 1   | 0       | 1      | 2      |
| 4         | Marocco                                   | 1   | 0       | 0      | 1      |
| 5         | Repubblica Popolare Democratica d'Etiopia | 0   | 5       | 1      | 6      |
| 6         | Giappone                                  | 0   | 0       | 1      | 1      |
| 6         | Unione Sovietica                          | 0   | 0       | 1      | 1      |
| 6         | Spagna                                    | 0   | 0       | 1      | 1      |
| 6         | Gran Bretagna                             | 0   | 0       | 1      | 1      |
| Totale    | Totale                                    | 8   | 8       | 8      | 24     |